# إخفاء رمشي
الإخفاء الرمشي (بالإنجليزية: Saccadic masking) ويعرف أيضا بإخفاء الرمش البصري هي ظاهرة في الإدراك البصري حيث أن الدماغ بشكل انتقائي يجمد الإدراك البصري خلال حركات بؤبؤ العين بمعنى أنك  في كل مرة تحرك فيها عينيك تصبح غير قادر على الرؤية بصورة مؤقتة لأجزاء من الثانية، ولذلك إذا وقفت أمام المرآة فلن تستطيع رؤية بؤبؤ عينك وهو يتحرك أبدًا.

## ميكانيكية العمل
أثناء فترة تحريكك له يتوقف المخ عن معالجة الصورة، نحن نصبح غير قادرين على الرؤية في هذه الفترات التي تقدر بحوالي 40 دقيقة يوميًا. وفيها يحجب الدماغ الرؤية خلال حركة العين وإن لم تكن تلك الظاهرة موجودة ستكون الرؤية لدينا مثل الكاميرا مع أي حركة تصبح مهزوزة وغير واضحة.
تم وصف الظاهرة لأول مرة من قبل أردمان و دودج في عام 1898،  عندما لاحظ خلال تجارب لا علاقة لها بها أن الشاهد لا يمكن أبدا أن يرى حركة بأعينهم. هذا يمكن بسهولة أن تتكرر من خلال النظر إلى المرآة، والنظر من عين واحدة إلى أخرى.